# 阿米爾-阿巴斯·胡韋達
阿米爾-阿巴斯·胡韋達（波斯語：‎，1919年2月18日—1979年4月7日），伊朗经济学家和政治家，1965年1月27日至1977年8月7日担任伊朗首相。他担任首相13年，是伊朗历史上任期最长的首相。1979年伊朗革命后被逮捕，并游街示众，随后以叛国、参与屠杀和挥霍国家资财等罪名被处决。

## 著作
2000年胡韋達的传记《波斯的斯芬克司》（The Persian Sphinx）英文版由阿巴斯·米拉尼(Abbas Milani)教授出版，2001年和2002年出了波斯语版。

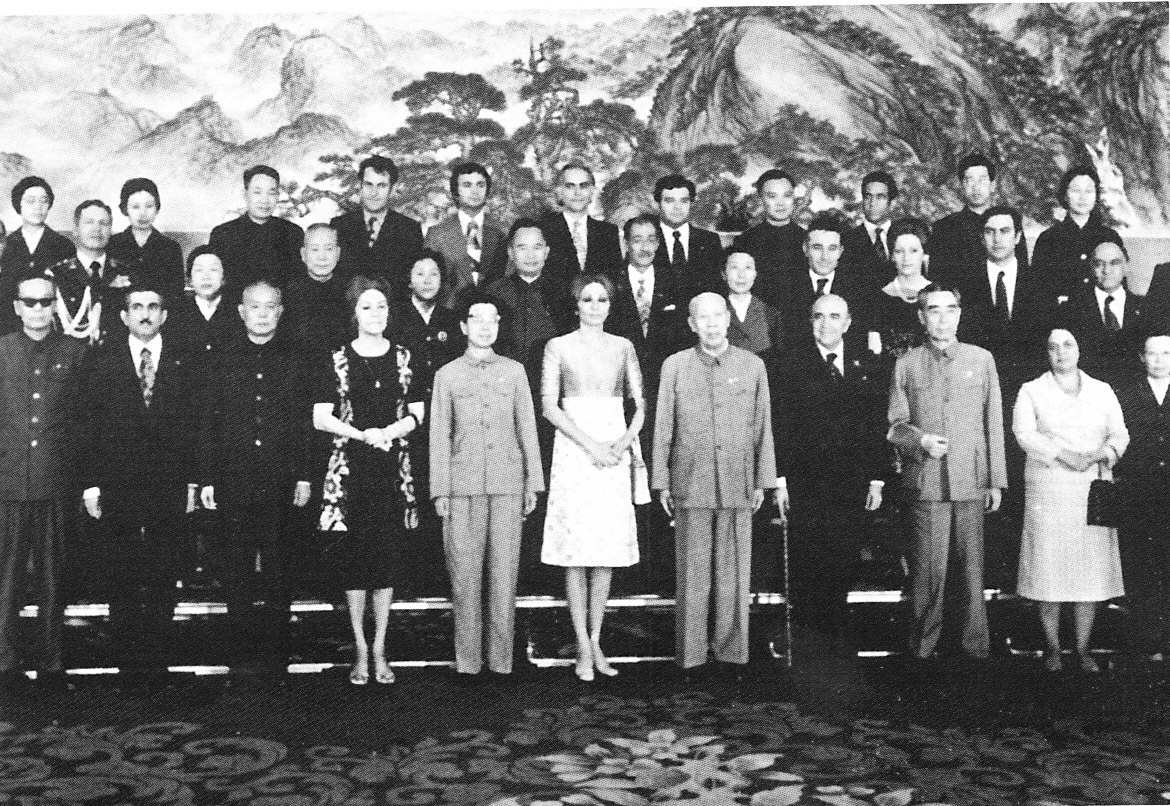
1972年訪問中國

## 备注
1. ↑  . Amazon.   [2 August 2013]. （原始内容存档于2016-03-04）.